# Johannes Sayk
Johannes Sayk (* 28. September 1923 in Sgonn, Landkreis Sensburg; † 4. Dezember 2005 in Rostock) war ein deutscher Neurologe und Pionier der zytologischen Diagnostik der Zerebrospinalflüssigkeit.

## Leben
Sayk legte sein Abitur 1941 in Königsberg ab und nahm ein Medizinstudium an der dortigen Universität auf. Von 1942 bis 1945 nahm er als Angehöriger der Luftwaffe am Zweiten Weltkrieg teil. Sein Studium setzte er anschließend an der Universität Jena fort. 1950 wurde Johannes Sayk mit der Arbeit Studien zur Frage der permeabilitätsverändernden Wirkung von Narkotika und Analeptika promoviert. Erste Berufserfahrung sammelte er an der Jenaer Nervenklinik „Hans Berger“. Seine Habilitation (Über die Liquorzellen. Vergleichende Studien zur Zytologie der Zerebrospinalflüssigkeit.) folgte 1956. Anschließend leitete er die Abteilung für Neurologie der Jenaer Nervenklinik. 1961 wurde Sayk als Professor für Neurologie und Direktor der Abteilung für Neurologie an die Universität Rostock berufen. Er wurde 1989 emeritiert, sein Nachfolger wurde Hans-Joachim Meyer-Rienecker.

## Wirken
Das wissenschaftliche Interesse Sayks lag im Besonderen auf der diagnostischen Bedeutung der Zerebrospinalflüssigkeit (Liquor cerebrospinalis). Während seiner Tätigkeit in Jena entwickelte er ab 1953 in Zusammenarbeit mit Carl Zeiss Jena die Zellsedimentierkammer, mit der eine schonende Anreicherung der wenigen im Liquor enthaltenen Zellen möglich wurde. Die Sedimentkammer wurde später weiterentwickelt und modifiziert. Zudem wurde sie später nach ihrem Erfinder benannt („Zellsedimentierkammer nach Sayk“, „Sayk’sche Sedimentierkammer“). Die Liquorzytologie entwickelte sich auf Grundlage dieser Methode zur Routinediagnostik. Das verbesserte Liquor-Differentialzellbild ermöglichte die Beschreibung verschiedener Befundkonstellationen (Liquorsyndrome) und deren zeitliche Entwicklung.
Das 1960 veröffentlichte Buch Cytologie der Cerebrospinalflüssigkeit war ein Standardwerk. 1962 wurde das Liquordiagnostik-Labor an der Universität Rostock eröffnet, welches sich zur führenden Einrichtung dieser Art in der Deutschen Demokratischen Republik (DDR) entwickelte.

## Mitgliedschaften und Auszeichnungen
Sayk war Mitglied und Ehrenmitglied verschiedener Wissenschaftsorganisationen und erhielt mehrere Wissenschaftspreise:
- 1957: Gründungsmitglied der Cerebrospinal Fluid Research Group der World Federation of Neurology
- 1965: Rudolf-Virchow-Preis
- 1968: Mitglied der Leopoldina
- 1972: Mitglied des Advisory Board der International Multiple Sclerosis Societies
- 1987: Ehrenmitglied der Deutschen Gesellschaft für Neurologie (DGN)
- 1988: Karl-Bonhoeffer-Medaille der Gesellschaft für Psychiatrie und Neurologie der DDR
- 1989: Ehrenmitglied der Brasilianischen Akademie für Neurologie
- 1989: Ehrendoktor der Medizinischen Universität Posen
- 1991: Mitglied der Royal Society of Medicine

## Veröffentlichungen (Auswahl)
- Ergebnisse neuer liquorcytologischer Untersuchungen mit dem Sedimentkammerverfahren. In: Ärztliche Wochenschrift. Nr. 9, 1954, S. 1042–1046. PMID 13206901
- Liquorsyndrome. In: Schweiz. Arch Neurol Neurochir Psychiatr. Nr. 93, 1963, S. 75–97.
- Cytologie der Cerebrospinalflüssigkeit. Fischer, Jena 1960.
- mit Frank-Michael Loebe: Therapie neurologischer Erkrankungen. Fischer, Jena 1971.
- The cerebrospinal fluid in brain tumors. In: P. J. Vinken, G. W. Bruyn (Hrsg.): Handbook of Clinical Neurology. Band 13. Elsevier 1974.
- Kopfschmerzen bei inneren, otorhinolaryngologischen, ophtalmologischen und neurologischen Erkrankungen. Fischer, Jena 1984.
- Von den Masurischen Seen über Königsberg nach Jena und Rostock. Stationen eines Arztes und Forschers. Ingo Koch Verlag, Rostock 2003, ISBN 3-935319-97-5.